# Cyrtodactylus inthanon
Cyrtodactylus inthanon es una especie de gecos de la familia Gekkonidae.

## Distribución geográfica yhábitat
Es endémica de la montaña Doi Inthanon (Tailandia). Su rango altitudinal oscila entre 700 y 1100 m s. n. m..